# Consiglio metodista mondiale
Il Consiglio metodista mondiale (World Methodist Council, WMC) è un'alleanza di chiese metodiste di tutto il mondo, fondata nel 1881.
Sono affilate al WMC 80 chiese presenti in 138 Paesi e rappresentanti circa 40 milioni di fedeli. Membro italiano è l'Unione delle Chiese metodiste e valdesi, unione della Chiesa evangelica valdese e della Chiesa metodista italiana nel 1975.